# Playa del Caletón
La playa del Caletón está situada en el municipio español de Salobreña, en la provincia de Granada, comunidad autónoma de Andalucía. Posee una longitud de alrededor de 30 metros y un ancho promedio de 10 metros.